# Rob Maas
Rob Maas (ur. 17 grudnia 1969 w Eindhoven) – holenderski piłkarz występujący na pozycji obrońcy.

## Kariera
Maas karierę rozpoczynał w 1989 w barwach drugoligowego FC Eindhoven. Rok później przeszedł do RKC Waalwijk, grającego o jedną klasę rozgrywkową wyżej. Po raz pierwszy w Eredivisie zagrał 26 sierpnia 1990, w spotkaniu przeciwko FC Groningen, zremisowanym 1-1. Zawodnikiem tego klubu był łącznie przez trzy lata i rozegrał w nim 89 spotkań.
W 1993 roku przeszedł do mistrza Holandii - Feyenoordu. W debiutanckim sezonie 1993/1994 zajął z tym zespołem drugie miejsce w lidze i zdobył Puchar Holandii. W kolejnym sezonie wraz z Feyenoordem uplasował się na czwartej pozycji w Eredivisie i ponownie sięgnął po puchar kraju. W 1996 dotarł do półfinału Pucharu Zdobywców Pucharów, a także wywalczył trzecie miejsce w rozgrywkach ligowych.
Latem 1996 odszedł do niemieckiej Arminii Bielefeld. Debiut w Bundeslidze zaliczył 16 sierpnia 1996 w bezbramkowo zremisowanym pojedynku z Borussią Mönchengladbach. Szybko przebił się tam do wyjściowej jedenastki. W swoim drugim sezonie w lidze niemieckiej wraz z zespołem uplasował się na ostatniej pozycji w lidze i spadł z nim do 2. Bundesligi. Wtedy postanowił odejść do Herthy Berlin.
W nowym klubie nie zdołał wywalczyć sobie miejsca w pierwszej jedenastce. W pierwszym sezonie rozegrał tam sześć ligowych pojedynków. Po zajęciu trzeciej pozycji w Bundeslidze, w następnym, po przejściu eliminacji grali w Lidze Mistrzów. Dotarli wtedy do drugiej rundy rozgrywek. W 2001 roku wywalczyli Puchar Ligi Niemieckiej, a rok później ponownie zdobyli to trofeum.
W 2003 roku, nie mogąc wywalczyć sobie miejsca w pierwszym składzie, zdecydował się odejść do drugoligowego MSV Duisburg. Dwa lata po przyjściu awansował z tym klubem do ekstraklasy. Po tym osiągnięciu powrócił do Holandii, a konkretnie do Heraclesa Almelo. Regularnie grał tam w wyjściowej jedenastce, jednak jego zespół głównie bronił się przed spadkiem z ligi. Łącznie rozegrał tam 83 spotkania i strzelił 3 gole.
W 2008 roku został zawodnikiem drugoligowego RKC Waalwijk, którego barwy reprezentował już w latach 1990–1993.
| Sezon   | Klub              | Kraj     | Rozgrywki     | Mecze | Bramki |
| ------- | ----------------- | -------- | ------------- | ----- | ------ |
| 1989/90 | FC Eindhoven      | Holandia | Eerstedivisie | 31    | 1      |
| 1990/91 | RKC Waalwijk      | Holandia | Eredivisie    | 27    | 2      |
| 1991/92 | RKC Waalwijk      | Holandia | Eredivisie    | 32    | 1      |
| 1992/93 | RKC Waalwijk      | Holandia | Eredivisie    | 30    | 4      |
| 1993/94 | Feyenoord         | Holandia | Eredivisie    | 23    | 3      |
| 1994/95 | Feyenoord         | Holandia | Eredivisie    | 24    | 1      |
| 1995/96 | Feyenoord         | Holandia | Eredivisie    | 22    | 1      |
| 1996/97 | Arminia Bielefeld | Niemcy   | Bundesliga    | 32    | 2      |
| 1997/98 | Arminia Bielefeld | Niemcy   | Bundesliga    | 24    | 1      |
| 1998/99 | Hertha BSC        | Niemcy   | Bundesliga    | 6     | 0      |
| 1999/00 | Hertha BSC        | Niemcy   | Bundesliga    | 0     | 0      |
| 2000/01 | Hertha BSC        | Niemcy   | Bundesliga    | 6     | 0      |
| 2001/02 | Hertha BSC        | Niemcy   | Bundesliga    | 19    | 0      |
| 2002/03 | Hertha BSC        | Niemcy   | Bundesliga    | 3     | 0      |
| 2003/04 | MSV Duisburg      | Niemcy   | 2. Bundesliga | 33    | 0      |
| 2004/05 | MSV Duisburg      | Niemcy   | 2. Bundesliga | 8     | 0      |
| 2005/06 | Heracles Almelo   | Holandia | Eredivisie    | 25    | 0      |
| 2006/07 | Heracles Almelo   | Holandia | Eredivisie    | 31    | 1      |
| 2007/08 | Heracles Almelo   | Holandia | Eredivisie    | 27    | 2      |
| 2008/09 | RKC Waalwijk      | Holandia | Eerstedivisie | 15    | 0      |